# Paradrymadusa ussuriensis
Paradrymadusa ussuriensis är en insektsart som beskrevs av Yu S. Tarbinsky 1930. Paradrymadusa ussuriensis ingår i släktet Paradrymadusa och familjen vårtbitare. Inga underarter finns listade i Catalogue of Life.